# Tauwharenīkau River
Der Tauwharenīkau River ist ein Fluss im Südosten der Nordinsel Neuseelands.

## Geographie
Der Fluss entspringt im südöstlichen Teil der Tararua Range am 1472 m hohen Atkinson südlich des Mount Hector, des mit 1529 m Höhe südlichsten Berges über 1500 m der gesamten Nordinsel. Von zahlreichen Quellbächen gespeist fließt er anfangs nach Nordosten, bis er an der Südflanke der Neill Ridge nach Südosten abknickt. Wenige Kilometer weiter knickt er nahe der Cone Hut nach Südwesten ab und fließt entlang der Marchant Ridge. Am Zusammenfluss mit dem Smith Creek knickt er erneut nach Südosten ab, fließt nördlich von Featherston aus dem Gebirgszug heraus und biegt im sumpfigen Flachland nach Süden ab, bis er am Nordufer in den Lake Wairarapa mündet.

## Geschichte
Bis 2023 trug der Fluss den Namen Tauherenikau River. Dem Beschluss Ngāti Kahungunu ki Wairarapa Tāmaki nui-a-Rua Claims Settlement Act 2022 folgend wurde am 7. März 2023 die Umbenennung auf Tauwharenīkau River verfügt. Der Name bezieht sich auf die Benennung durch Haunui Ananaia, der viele Objekte der Region ursprünglich benannte. Er bedeutet frei übersetzt etwa „Schutz aus Blättern der Nikau-Palme“.

## Infrastruktur
Die Region rund um den Fluss wird von zahlreichen Wanderwegen durchschnitten. Der Tauherenikau Track führt beispielsweise entlang eines Abschnitts des Flusses, wo auch mehrere Hütten liegen.
Die nächste Kleinstadt ist Featherston, welche über den New Zealand State Highway 2 mit dem nahe gelegenen Wellington verbunden ist.